# Maria Micșa
Maria Micșa, född den 31 mars 1953 i Timișoara, är en rumänsk roddare.
Hon tog OS-brons i scullerfyra i samband med de olympiska roddtävlingarna 1976 i Montréal.